# 紙牌
紙牌（チーパイ、しはい）とは、中華圏の伝統的なゲーム用のカードの総称である。中国のカードは一般的にトランプなどに比べて枚数が多く、幅の細いものが多い。
中国語ではゲーム用のカードやタイルを総称して「牌」と呼び、区別が必要なときはその材料によって「骨牌・牙牌・紙牌」のように呼び分ける。広義では中国以外のトランプや花札なども紙牌に含まれるが、この記事は中国の伝統的な紙牌に限定する。

## 歴史

### 馬弔・葉子戯
遅くとも15世紀の中国にはすでにカードゲームがあり、当時の文献では「葉子戯」と呼ばれている。葉子戯に使うカードは「文銭・索子・万字・十字」の4つのスートからなる40枚のカードであり、このカードを使ったゲームには「馬弔・看虎・扯章」などのゲームが知られている。清代にはこのカード自身のことも馬弔と呼ぶようになったので、ここでも馬弔と呼ぶことにする。
馬弔の起源は明かでない。9世紀から10世紀にかけても同名の「葉子戯」という名のゲームが行われていたが、こちらはカードゲームではなかった可能性が高い。馬弔に水滸伝の人物が描かれていることから見て、水滸伝の元になった事件の起きた12世紀をさかのぼることはないと思われる。カードが銭をモチーフとしていることから、最初は紙幣そのものを使っていたのがカードに発展したという説もある。
西洋のトランプの起源がこのカードにあるという有力な説がある。これが正しいとすれば、西洋でトランプの存在が確認される14世紀よりもかなり前から馬弔が存在したことになる。

### 遊湖・混江・黙和・碰和・十湖
清代にはいると、馬弔の「十字」スートのうち「千万貫」1枚以外を省くことが盛んになった。この「千万貫」（「老千」などと呼ばれる）と、文銭スートの11枚のうちの「空没文（空湯）」と「半文銭（枝花）」がスートから独立した結果、9枚ずつの3スートおよび「老千・枝花・空湯」からなる30枚のカードが成立した（もっとも明でもすでに「看虎・扯章」では30枚しか使用していなかった）。18世紀の『談書録』は、4スート系の紙牌を「馬弔」、3スート系の紙牌を「遊湖」として区別している。
また、この30枚ひと組のカードを複数使うことも行われるようになった。上記『談書録』には、2組を使った60枚の遊湖が行なわれていることが記されている。18世紀の『牧猪閑話』によると、「黙和」というゲームでは2組60枚、「碰和」では4組120枚または5組150枚を使用した。18世紀末の『揚州画舫録』によると「十壺」というゲームでは30枚のカード4組の上にさらに「福・禄・寿・財・喜」の5枚（五星）を加えた125枚のカードを使用していた。
いくつかの書には馬弔・遊湖と並んで「混江」という名前が記されている。これが遊湖とどう異なるのか判然としないが、『揚州画舫録』に従えば30枚ひと組だけを使うものだったようである。
スートの呼び名も変化した。銭がモチーフであることが忘れられ、文銭は「餅（ピン）」、それより時代が下るが索子も「条（ティアオ）」と呼ばれるようになった。
清代にはゲーム内容も変化した。明の「馬弔・看虎・扯章」はいずれも天九のようなトリックテイキングゲームであったが、清代にはラミー系のゲームが行われるようになった。遊湖を使ったゲームの名前として「黙和・碰和・十湖（十壺）」などが知られているが、いずれもラミー系のゲームであったらしい。麻雀はこれらのゲームから発展したと考えられる。
18世紀の『紅楼夢』47回には賈母が待っている二餅を鳳姐が出すシーンがあるが、これもラミー系のゲームを遊んでいることが明らかである。ほかに『鏡花縁』（1818）第74回・『絵芳録』（1894）第20回などにも同様のゲームをやっているシーンがある。
清代には紙牌を使った賭博も、紙牌の製造・販売も禁止されていた。そのためもあり、『牧猪閑話』を除くと、紙牌に関する詳しい情報を記した書は少ない。
19世紀以降になると西洋人による記述が見られるようになる。チャトーは牌九牌を紙牌化した「点子牌」のほか、9枚ずつの「万・餅・索」のスートと「千万・紅花・白花」からなる30枚のカードについて「千万紙牌」の名で紹介し、このほかに「百子牌」「千万人牌」およびシャンチーの駒の名を書いた「車馬炮」というカードがあったことを記している。
19世紀末にウィリアム・ヘンリー・ウィルキンソンは中国各地から多種類のカードを収集した。ステュアート・キューリンの調査によると、その中でもっとも多いのは3スートのカードで17種類あり、その枚数は60枚（12種）・120枚（7種）・123枚・125枚（4種）・126枚・155枚（2種）などさまざまであった。4スートのものは2種類あった。ほかに麻雀を紙牌化したものが1種、ドミノ風の紙牌が14種、シャンチーの駒の名が書いてあるものが5種類、その他の数字などを書いたものが5種類あった。
ウィルキンソンはさらに中国のカードゲームをトランプ風にアレンジした61枚のカードを作って、これを「カンフー（Khanhoo）」と名づけて西洋に導入しようとした。Khanhooは明代の「看虎」と同じ語であると思われるが、トリックテイキングゲームではなくラミー系のゲームであった。麻雀とは異なり、あまり注目されずに終わった。

### 「フー」という用語
伝統的カードゲームの名にしばしば見られる「湖・糊・胡・壺・和」などはすべて「フー（hú）」と読み、「勝ち・得点」を意味する語である。明代の「看虎」の「虎（hǔ）」もおそらく同じであろう。

## 現代の紙牌
地方ごとにさまざまなカードが存在するが、現代では衰退しているものも少なくない。

### 水滸牌

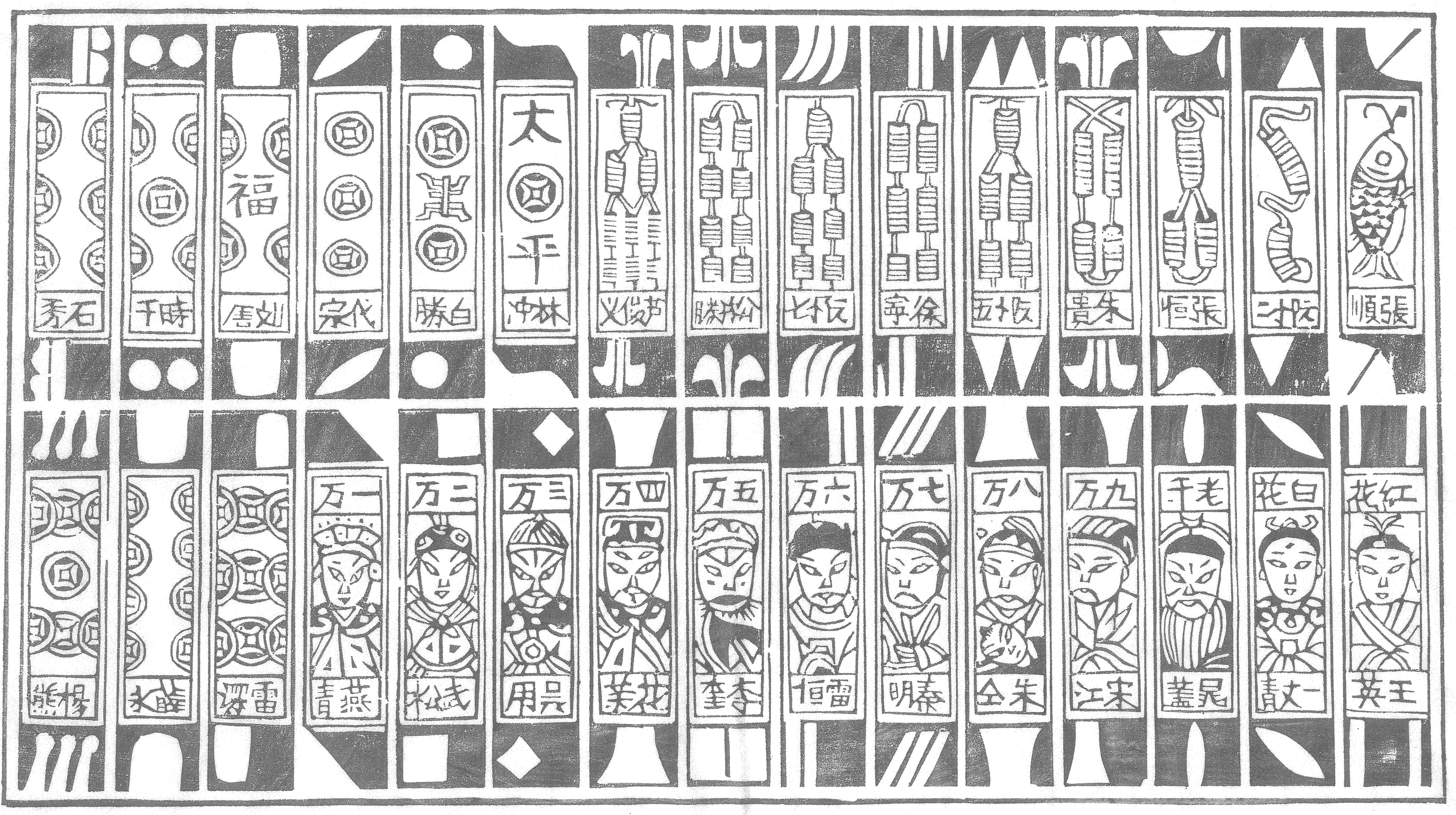
山東濰坊楊家埠の水滸牌

馬弔・遊湖につながる伝統的なカードである。4つのスートをもつ伝統的なカードは現在ではほとんど絶滅しており、「客家六虎牌」、「六紅牌」のみが知られている。それ以外はすべて3つのスートを持つ。

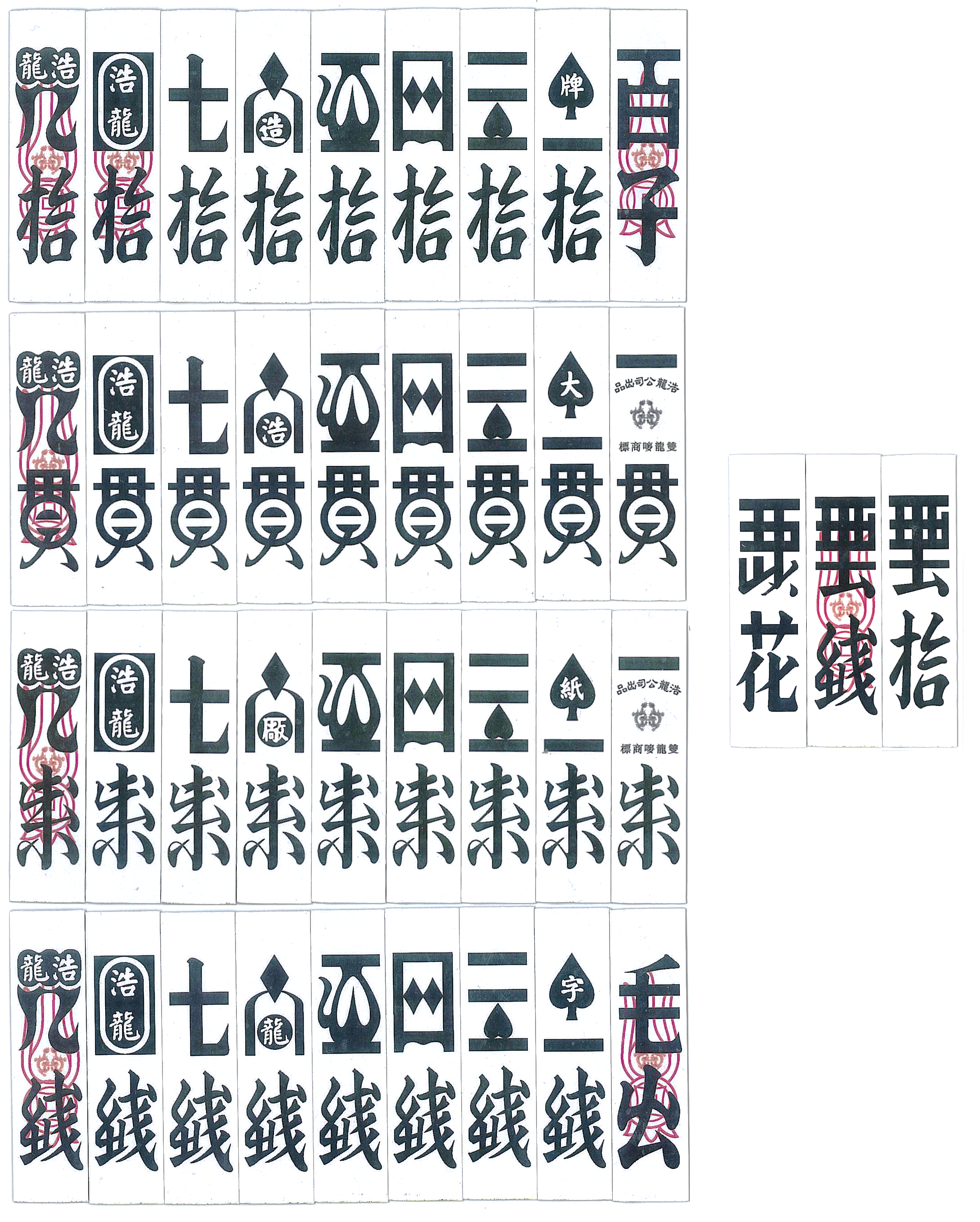
客家六虎牌

- 客家六虎牌（中国語版）：線（綫）・索・貫・拾の4つのスートが9枚ずつに鹿花・雲線の2枚を加えた38枚を使用する。一拾（百子）・八拾・九拾・一線（毛公）・九線・九索・九貫・雲線の8枚に赤い印がついている。天九に似たトリックテイキングゲームがある。このゲームはプレイントリックゲームで、4人で行うが、うち1人は参加しない。手札は12枚で、同じランクの3・4枚または同一スートで数値の連続した3枚以上をまとめて出すことができる。毛公と百子はリードでは最強だが、フォローでは最弱である。
- 六紅牌（中国語版）：四川省沐川県のカード。拾・束・貫・毛の4つのスートが9枚ずつある。
- 南通長牌（中国語版）：江蘇省のカード。万・条・丙の3つのスートと千字・白花・紅花からなり、同一のカードが4枚ずつある120枚のカード。4人中ひとりが交代に休んで3人で行う、手札が22枚の麻雀に似たゲームがある。
- 咀胡（嘴胡）：内モンゴル自治区のカード。やはり120枚のカードで、その遊び方も南通長牌によく似ており、やはり4人中ひとりが交代に休む。
- 曹州紙牌（水滸紙牌）：山東省のカード。万・条・并の3つのスートの1から9までに紅花・白花・老千を加えた30種類からなる。同じカードが4枚ずつあるので、全部で120枚になる。万のスートには水滸伝の人物が描かれている。五万・八万・紅花・老千には赤い印がついている（老千には2つの印がつく）。遊戯方法は麻雀に似る。
- 東莞牌：香港のカード。餅・条・公と呼ばれる3つのスートの1から9までに大紅・小紅・紙花およびワイルドカードを加えた31種類からなる。同じカードが4枚ずつあるので、全部で124枚になる。九条・大紅・小紅に赤い印がついている。15枚の手札に1枚加えて8つのペアにして上がる麻雀風のゲームがある。
- トートム（ベトナム語版）（ベトナム語: tổ tôm）：ベトナムのカード。文・索・万の3つのスートの1から9までにタンタン（湯）・チーチー（枝）・オンラオ（老）を加えた30種類からなる。同じカードが4枚ずつあるので、全部で120枚になる。八万・九万・八索・九索・タン・チー・ラオには赤い印がついている。麻雀に似たいくつかのゲームがあるが、19枚の手札に1枚加えて10の対を作るチャン（chắn）と呼ばれるゲームは東莞牌によく似ている。

### 字牌

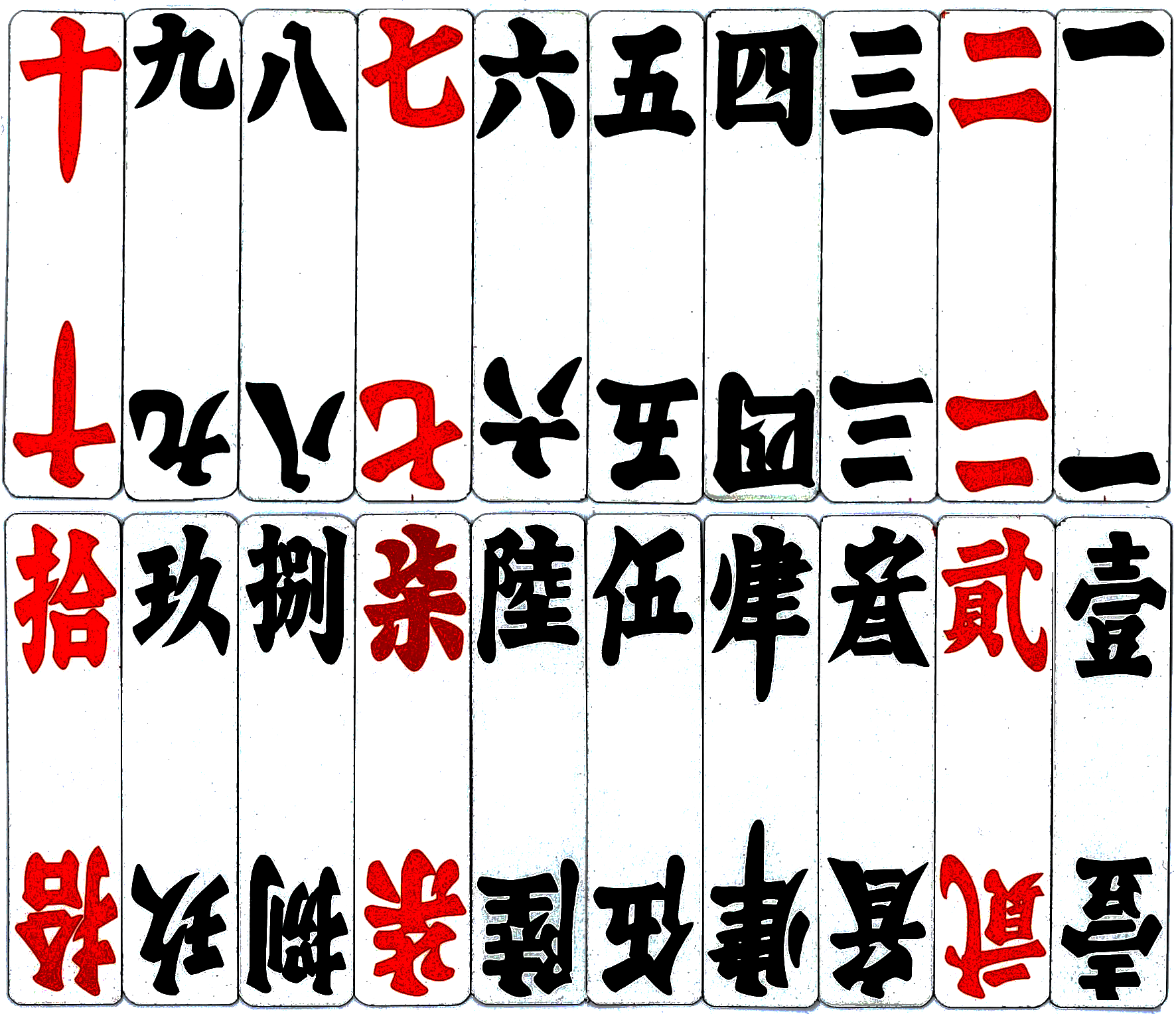
湖南の字牌

一から十まで、および壱から拾までの漢数字が書かれているもの。
- 跑符子（中国語版）（跑胡子）：湖南省のカード。1から10までのランクがあり、ランクが通常の漢数字で書かれたカードと大字で書かれたカードの2種類のスートが存在する。2・7・10が赤字で書かれている。同じカードが4枚ずつあるので、全部で80枚になる。遊戯方法は麻雀に似る。
- 偎麻雀（中国語版）：湖南省安郷県のカード。構成は上の跑符子と同様。
- 大字牌（中国語版）：広西チワン族自治区のカード。構成は上の跑符子と同様。
- 橋子牌（中国語版）（弐柒拾）：四川省のカード。構成は上の跑符子と同様。
- 瀘州大弐：これも四川省のカード。構成は上の跑符子と同様。

### 象棋牌
シャンチーの駒の名前が書かれているカード。枚数やスートの数にさまざまのものがある。シャンチーの駒は大きさがすべて同じで、かつ裏に何も書かれていないため、地域によってはシャンチーの駒自身をカードのかわりに使うことも行われている。枚数や構成にさまざまなものがある。
- 四色牌：シャンチーの駒7種類×4スートで、同じカードが4枚ずつあるので、全部で112枚になる。ラミー系ゲーム用。
- 釣魚牌（中国語版）：シャンチーの駒7種類×2スートで、同じカードが4枚ずつあるので、全部で56枚になる。
- タム・クック（ベトナム語版）（ベトナム語: tam cúc、三菊）：ベトナムの2スート32枚のカード。枚数はシャンチーと同じ。トリックテイキングゲーム用。

### 紙骨牌
牌九牌がカード化したもの。

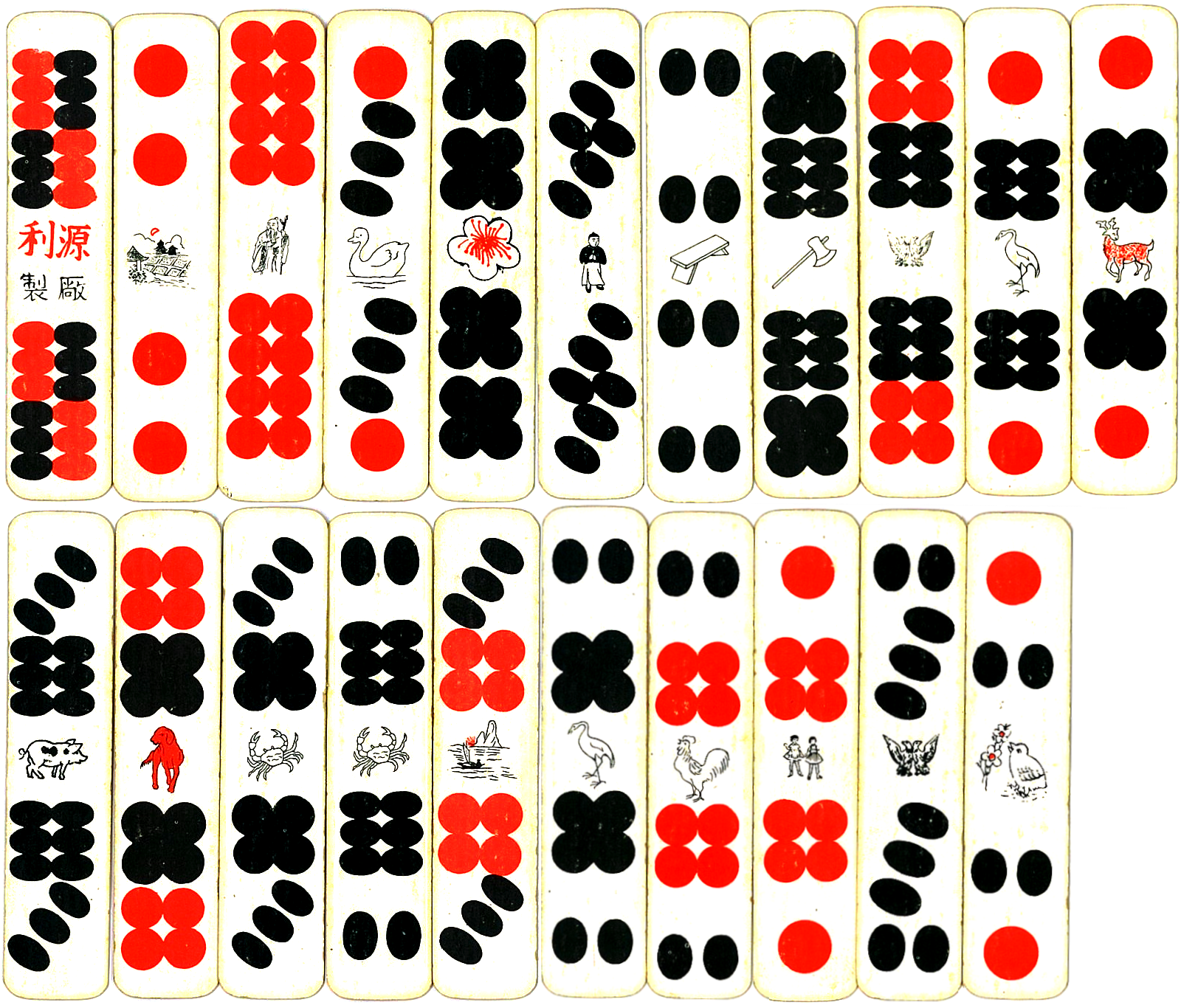
十五湖

- 十五湖：香港などのカード。牌九と同じく21種類の目の種類があるが、同じカードが4枚ずつあるので84枚になる。遊戯方法はいくつかあり、天九に似たトリックテイキングゲームのほか、牌九と同様に釣魚や斜丁を遊ぶこともできる。
- 四川長牌：四川などのカード。
- 花湖牌：江南などのカード。
- 花花牌：中国西北部などのカード。14種類の目の種類がある。

### 娃兒牌

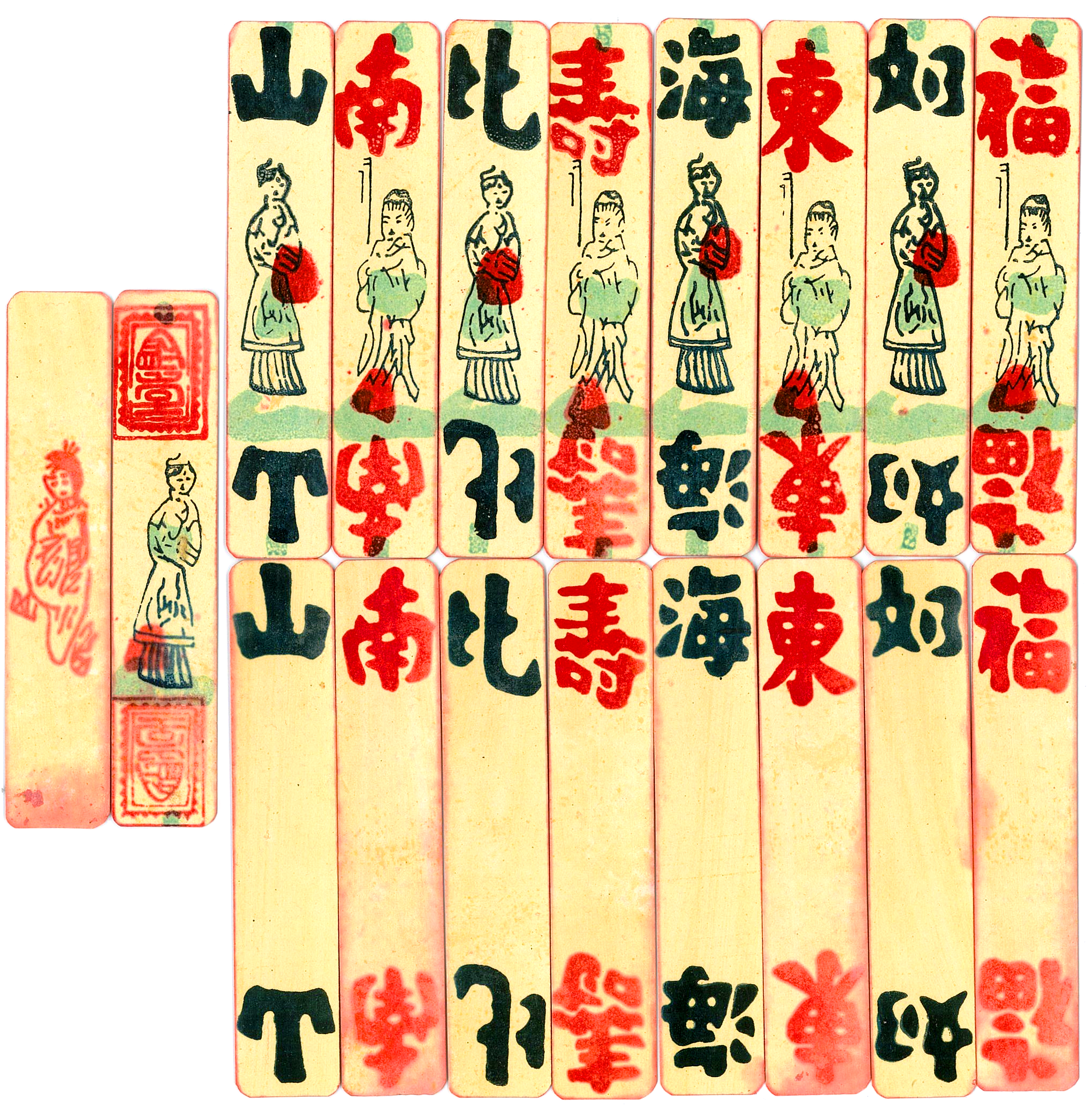
娃兒牌

- 娃兒牌（中国語版）：四川省重慶市のカード。

### 上大人牌

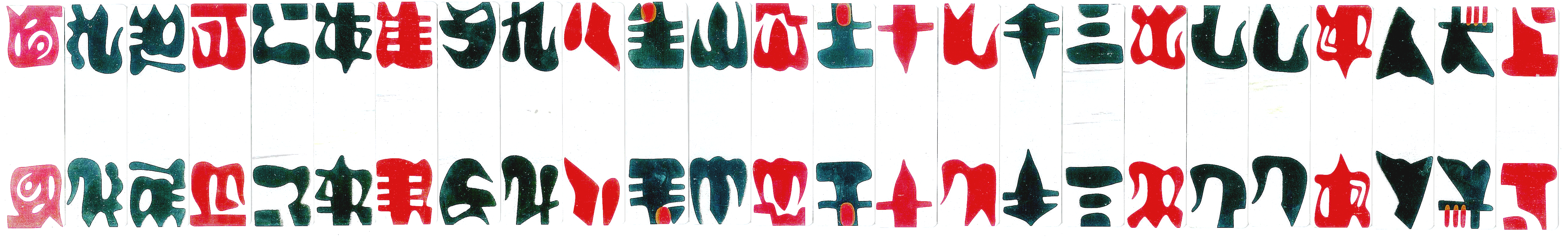
上大人牌

- 上大人牌（中国語版）：湖北省のカード。上大人のうち、「也」を除く24文字を書いたカード。同じカードが4枚ずつあるので、96枚になる。